# Eriothrix umbrinervis
Eriothrix umbrinervis är en tvåvingeart som beskrevs av Louis-Paul Mesnil 1957. Eriothrix umbrinervis ingår i släktet Eriothrix och familjen parasitflugor. Inga underarter finns listade i Catalogue of Life.